# Егоров, Михаил Алексеевич
Михаи́л Алексе́евич Его́ров (5 мая 1923 — 20 июня 1975) — сержант Красной Армии, вместе с младшим сержантом М. В. Кантарией под руководством лейтенанта А. П. Береста водрузивший Знамя Победы на крыше немецкого Рейхстага рано утром 1 мая 1945 года. Герой Советского Союза (8.05.1946).

Бюст на могиле Егорова в Сквере Памяти Героев в Смоленске

## Биография
Михаил Алексеевич Егоров родился 5 мая 1923 года в деревне Ермошенки Руднянского района (в то время территория Смоленского уезда) Смоленской губернии в крестьянской семье; русский. Получил начальное образование, работал в колхозе.
Во время оккупации Смоленской области немецкими войсками Егоров М. А. вступил в партизаны. Воевал в рядах партизанской бригады «Полк Садчикова» (командир Садчиков И. Ф., комиссар Юрьев А. Ф.). В 1943 году партизанская бригада «Полк Садчикова» по распоряжению начальника ЦШПД Пономаренко П. К. была передислоцирована в Полоцко-Лепельскую партизанскую зону Белоруссии. Егоров, будучи бойцом партизанской разведки бригады, участвовал в прорыве партизанами немецкого окружения в ночь на 5 мая 1944 года под Ушачами (см. статью Операция «Весенний праздник» и партизанский прорыв под Ушачами весной 1944 года).
С декабря 1944 года Егоров сражался в действующей армии — разведчик 756-го стрелкового полка 150-й стрелковой дивизии 3-й ударной армии 1-го Белорусского фронта.
Вместе с младшим сержантом Мелитоном Кантарией Егоров водрузил Знамя Победы на крыше рейхстага во время штурма здания (группой руководил лейтенант А. П. Берест). В разрушенном здании бойцам пришлось преодолевать завалы, а лестницы были уничтожены, здание частично было разрушено, поэтому лейтенант Берест, человек богатырского телосложения, под два метра ростом чуть ли не на своих плечах нёс на крышу Егорова и Кантарию, он подставил свою спину, чтобы Егоров и Кантария смогли подняться. Вместе они достигли крыши и закрепили Знамя..
За совершённый подвиг Егорову Указом Президиума Верховного Совета СССР от 8 мая 1946 года было присвоено звание Героя Советского Союза с вручением ордена Ленина и медали Золотая Звезда.
Егоров находился в рядах Красной армии до 1947 года. После демобилизации из армии окончил советско-партийную школу в Смоленске. Работал на Руднянском молочно-консервном комбинате.
Егоров погиб в автомобильной катастрофе на 53-м году жизни 20 июня 1975 года в Смоленской области.
В Сквере Памяти Героев в Смоленске на могиле Егорова установлен его бюст работы скульптора Альберта Сергеева.

## Награды
- Медаль «Золотая Звезда» № 6972 Героя Советского Союза (8.05.1946)[8];
- орден Ленина (8.05.1946)[8];
- орден Красного Знамени (19.05.1945)[8];
- орден Отечественной войны II степени[8];
- орден Красной Звезды (30.04.1945)[8];
- орден Славы III степени (30.04.1945)[8];
- орден Славы III степени (10.05.1965)[8];
- медаль «Партизану Отечественной войны» I степени (15.08.1944)[8];
- медаль «В ознаменование 100-летия со дня рождения Владимира Ильича Ленина»;
- медаль «За победу над Германией в Великой Отечественной войне 1941-1945 гг.» (9.05.1945)[8];
- медаль «Двадцать лет победы в Великой Отечественной войне 1941—1945 гг.»;
- медаль «Тридцать лет Победы в Великой Отечественной войне 1941-1945 гг.»;
- медаль «За освобождение Варшавы» (9.06.1945)[8];
- медаль «За взятие Берлина» (9.06.1945)[8];
- медаль «50 лет Вооружённых Сил СССР».

Награды ГДР:
- орден «За заслуги перед Отечеством» I степени.

## Память

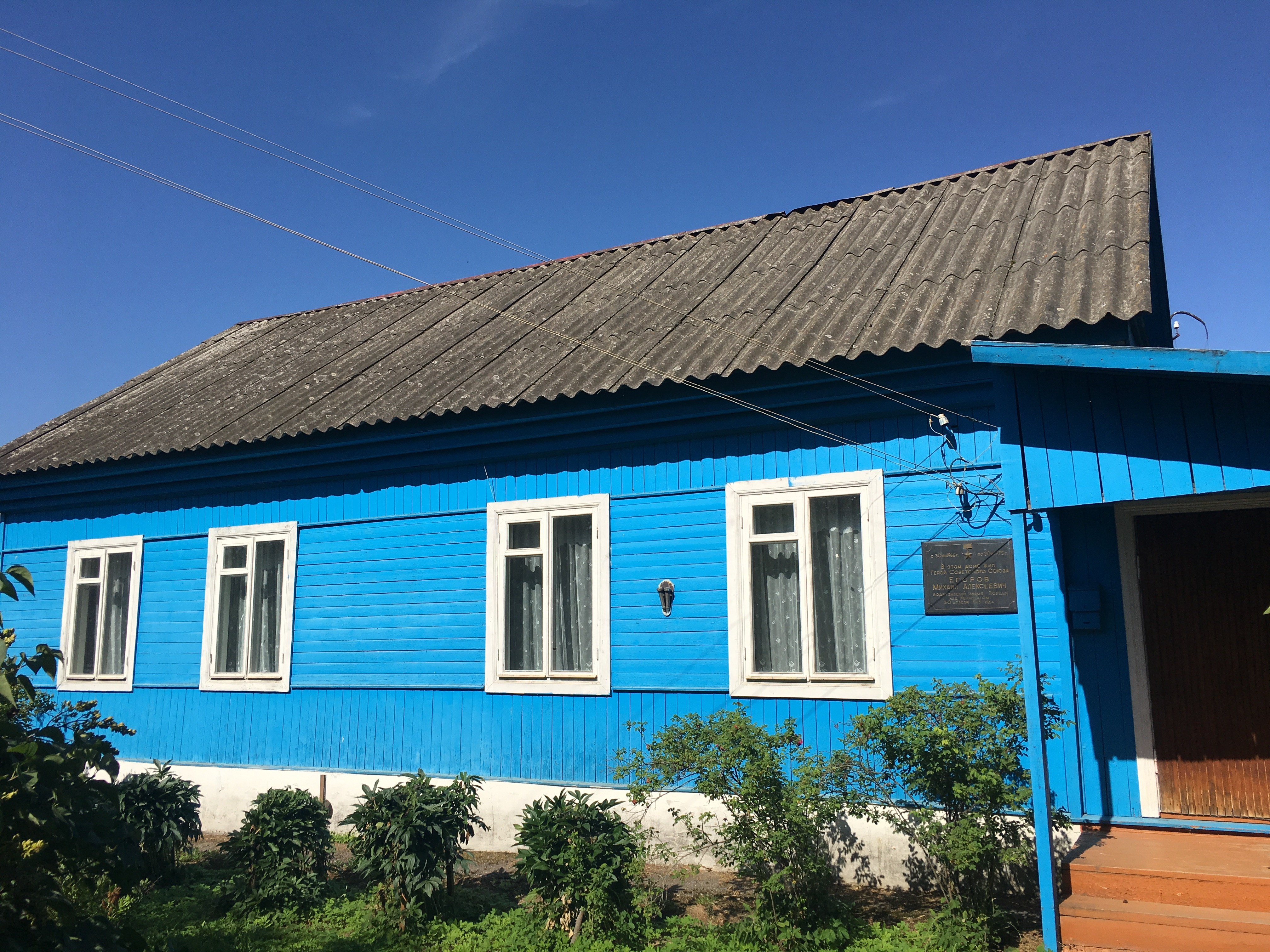
Дом-музей Михаила Егорова в Рудне

М. А. Егоров является Почётным гражданином города Смоленск. Похоронен в Смоленске у крепостной стены в Сквере Памяти Героев.
Именем М. А. Егорова названы переулок в посёлке Монастырщина Смоленской области и улица в посёлке Пасово города Смоленск, однако решение о ее строительстве Администрация г. Смоленска и Министерство транспорта и дорожного хозяйства Смоленской области не исполняют более 10 лет.
В родном городе Рудня в доме, где жил Герой Советского Союза, организован дом-музей, установлена мемориальная доска. В музее собраны различные вещи, ранее принадлежавшие Егорову.
В деревне Борисовичи Псковского района Псковской области одна из улиц названа именем Михаила Егорова.
С 8 мая 1965 года М. А. Егоров являлся Почётным гражданином города Берлин (лишён почётного звания 29 сентября 1992 года).
Образ Егорова воплощён в кино: «Падение Берлина» (1950, Дмитрий Дубов), «Освобождение» (1972, Геннадий Крашенинников), «Перевал Дятлова» (2020, Данил Иванов).

## Сочинения
- Егоров М. А., Кантария М. В. Знамя Победы. — М.: Воениздат, 1975.
- Егоров М. А., Кантария М. В. Знамя Победы. Бой первый – бой последний / лит. запись Б. Данюшевского. — М. : Молодая Гвардия, 1975. — 111 с., 16 л. ил.